# Rockwell International
Rockwell var en amerikansk flyfabrik, som bl.a. producerede overlyds-bombeflyet B-1 Lancer, som anvendes af USAF, og NASA's rumfærge.
| Firma | Spire Denne artikel om et firma eller en virksomhed i USA er en spire som bør udbygges. Du er velkommen til at hjælpe Wikipedia ved at udvide den. |